# Laura Marano
Laura Marie Marano (Los Angeles, 29 novembre 1995) è un'attrice e cantante statunitense.
È nota per il ruolo di protagonista nella serie Austin & Ally, nonché per essere stata protagonista del film del 2015 Capelli ribelli e The Perfect Date. Oltre alla sua carriera televisiva e cinematografica, Marano è diventata ambasciatrice dell'UNICEF nel 2013, ha anche preso parte alla campagna Disney E Birds Eye.
Nel 2015 ha firmato con la Big Machine Records ed ha pubblicato il suo singolo di debutto Boombox l'11 marzo 2016. Alla fine del 2016, Marano abbandonò la sua etichetta. Nel 2017, invece, firmò un contratto discografico con la Warner Bros. Records, con cui prevede di rilasciare il suo album di debutto. Dal 2018 ha cominciato a rilasciare musica indipendentemente sotto la sua personale casa discografica, Flip Phone Records.

## Biografia
Laura Marano nasce il 29 novembre 1995 a Los Angeles, California, figlia del professore Damiano Marano, di origini italiane e dell'ex attrice Ellen Marano. Laura Marano è la sorella più giovane di Vanessa Marano, anch'essa un'attrice, con cui è apparsa insieme in varie serie TV.
Suona la chitarra e il pianoforte.

## Carriera

### Attrice

#### Gli esordi
Il suo primo ruolo come attrice lo ha ottenuto all'età di 5 anni nel teatro in cui lavorava la madre, lo Stage Door Theater. Crescendo, è apparsa in vari spot pubblicitari e ha avuto ruoli da comparsa in serie televisive quali The Sarah Silverman Program, Dexter, Ghost Whisperer, Medical Investigation, Huff e Joan of Arcadia, doppiando anche personaggi minori in film animati come Alla ricerca di Nemo e L'era glaciale 2 - Il disgelo. Nel 2005 ha interpretato Keira Knightley da bambina nel film The Jacket; in seguito è stata membro fisso del cast del game show Are You Smarter Than a 5th Grader?. Nel 2007 ha recitato nel cortometraggio, come protagonista, Goldfish, vincitore di alcuni premi presso festival locali.

#### La notorietà
Nel 2011 Marano fu scritturata dalla Disney per apparire in una nuova serie televisiva dal titolo Austin & Ally, dove interpreta il ruolo di protagonista Ally Dawson, una giovane cantautrice che con Austin Moon, interpretato dall'attore Ross Lynch, dovrà superare la sua paura del palcoscenico per dare successo alla sua carriera musicale. Con questo ruolo Laura Marano nel 2015 ha vinto un Kids' Choice Awards come miglior attrice televisiva.
Nel 2013 l'attrice partecipa al film per la televisione Austin & Jessie & Ally: All Star New Year, un crossover natalizio tra le serie Austin & Ally e Jessie. Nello stesso anno è stata nominata ambasciatrice dell'UNICEF, incoraggiando i bambini a raccogliere fondi per l'organizzazione in occasione di Halloween. Nel mese di agosto 2014, Marano diventa anche ambasciatrice per il consumo di verdure nella campagna Disney E Birds Eye.
Nel 2014 è stata la protagonista nel film indipendente A Sort of Homecoming, invece nel 2015 Marano ottenne un ruolo nel nuovo film Disney per la televisione Bad Hair Day, diretto da Erik Canuel. Ella interpreta Monica, la protagonista femminile, affiancata da Leigh-Allyn Baker. Nel 2015 recita in Alvin superstar: nessuno ci può fermare nel ruolo della baby sitter.
Attualmente conduce il programma radiofonico Disney For The Record in cui intervista i più influenti cantanti nel campo musicale, alcuni di loro erano stati Nick Jonas, Ariana Grande, Meghan Trainor e molti altri.
A maggio 2017 recita nel film Nonno questa volta è guerra con attori del calibro di Christopher Walken, Robert De Niro, Uma Thurman. Il film è uscito nelle sale cinematografiche statunitensi nell'ottobre 2020.
Tra luglio e agosto 2017 è impegnata nelle riprese del film Saving Zoë - Alla ricerca della verità, tratto dall'omonimo libro della scrittrice Alyson Noël, e di cui Marano è protagonista e produttrice assieme alla sorella, Vanessa Marano, e la madre, Ellen Marano. Il trailer viene rilasciato nel mese di maggio 2019, mentre il film esce il 12 luglio successivo nelle sale cinematografiche statunitensi e in streaming a livello mondiale.
Il 12 aprile 2019 esce il film Netflix, The Perfect Date, in cui recita accanto a Noah Centineo e Camila Mendes. Nell'ottobre 2019 viene, invece, rilasciato in formato DVD e Blu-ray il film A Cinderella Story: Christmas Wish, in cui la Marano recita al fianco di Gregg Sulkin. La commedia viene poi distribuita su Netflix a dicembre dello stesso anno. Nel mese di gennaio 2021, viene annunciato che la Marano avrebbe co-prodotto e recitato nella commedia targata Netflix, Il trattamento reale (The Royal Treatment), con Mena Massoud, con rilascio ufficiale previsto per il mese di gennaio 2022.
Il 30 marzo 2022, viene annunciato che la Marano avrebbe recitato nella commedia romantica interattiva (in cui in vari punti viene chiesto allo spettatore di effettuare una scelta che influisce sulla trama) targata Netflix, Choose Love, con Avan Jogia, Scott Michael Foster e Jordi Webber, rilasciato ad agosto 2023.
Nell'aprile 2023, viene resa nota la partecipazione di Marano al film western di Adam Rifkin, Last Train to Fortune. Nell'ottobre 2023, invece, viene annunciata la produzione di When We Collided, adattamento cinematografico dell'omonimo libro di Emery Lord, con Marano nel ruolo della protagonista e la sorella, Vanessa Marano, in veste di regista.
Nel maggio 2024, viene annunciato che Marano avrebbe fatto parte del cast del film horror, Borderline, diretto da Jane Gull, accanto a Lucien Laviscount, Cynthia Khalifeh e Jason Flemyng.
A luglio 2025, l'attrice prende parte al film thriller d'azione, Above and Below, diretto da Jesse V. Johnson, nei panni di protagonista accanto ad Antonio Banderas, Christina Ochoa e Mario Tardón.

### Cantante
Nel 2010 pubblica la canzone Words, dal 2012/2013 ha rilasciato cover di genere pop/country, tra le quali: What's Comin' Over Me, Help Me Forget You, Just Let Me Go, Unaware, e Leave The World Behind. Inoltre, ha preso parte a singoli promozionali e legati alla serie Austin & Ally.
In particolare, nel 2013 il pezzo Me And You, arrivato al sesto posto dell'apposita classifica Billboard Kid Digital Songs, al diciannovesimo la canzone Redial ed al diciottesimo posto il singolo The Me That You Don't See. Il duetto tra Marano e Lynch con il singolo promozionale I Love Christmas è arrivato al cinquantesimo posto nella classifica BillboardHoliday Digital Songs.
Nel 2014 ha preso parte al video musicale Somebody to You dei The Vamps con Demi Lovato.
Nel dicembre 2014, Marano aveva cominciato a registrare il suo album di debutto in studio, poi distribuito dalla Walt Disney Records e dalla Hollywood Records. Nel marzo 2015, Laura Marano ha firmato un contratto discografico con la Big Machine Records.
Marano ha inoltre pubblicato un singolo (Boombox, uscito l'11 marzo 2016), che grazie al video ha avuto un riconoscimento aggiudicandosi il secondo posto nella classifica Vevo dei 10 videoclip più visti della settimana d'uscita del singolo. Nel luglio 2016 Marano pubblica il singolo promozionale per la serie animata francese: Miraculous - Le storie di Ladybug e Chat Noir.
Nell'aprile 2016 Laura viene invitata da Whitney Avalon per partecipare nella sua serie YouTube, si tratta di una battaglia rap dove, la cantante, interpreta la regina cattiva Ravenna e, Whitney, sua sorella Freya. Il 30 aprile 2016, Marano eseguie il suo singolo ai 2016 Radio Disney Music Awards, in onda su Disney Channel il 1 maggio. Il 13 agosto 2016, Marano annunciò che il suo secondo singolo, tratto dall'album, si sarebbe intitolato "La La" e sarebbe stato pubblicato il 25 agosto 2016.
Nel maggio 2017 annuncia di aver lasciato l'etichetta discografica Big Machine Records e di aver firmato con la Warner Bros. Records, annuncia inoltre di avere intenzione di rilasciare nuova musica in autunno. Ad ottobre 2018 rilascia indipendentemente il nuovo singolo, Me. L'11 gennaio 2019 rilascia il singolo Let Me Cry. Il 15 febbraio 2019 tiene un concerto a Los Angeles, presso il Roxy Theatre. Lo stesso giorno rilascia il nuovo singolo, F.E.O.U. Il 1º marzo 2019 annuncia l'uscita del suo primo EP, intitolato ME, previsto per l'8 marzo 2019. Il 12 aprile esce il nuovo film Netflix, The Perfect Date, di cui è una dei protagonisti, e rilascia la canzone A Little Closer, parte della colonna sonora. A giugno rilascia il video musicale di Lie To Me e a ottobre quello di F.E.O.U.
Il 10 aprile 2020 rilascia il nuovo singolo When You Wake Up, mentre il 15 maggio rilascia Can't Hold On Forever, singoli che anticipano il nuovo EP, YOU, in uscita nell'autunno 2020. Il 26 giugno escono i remix di When You Wake Up e Can't Hold On Forever, rispettivamente con Mark Diamond e PLTO. Il 14 agosto rilascia il nuovo singolo, Honest With You, e pochi giorni dopo viene annunciato che il 2 ottobre uscirà il suo secondo EP, intitolato You, seguito da un tour virtuale nell'autunno 2020. Il 17 settembre annuncia l'uscita di un nuovo singolo dal titolo Can't Help Myself, previsto per il giorno seguente, e conferma la data di uscita dell'EP. Il 21 settembre viene annunciato The YOU Tour, un tour virtuale composto da quattro date, che si terranno ogni sabato dal 3 al 24 ottobre sulla piattaforma Veeps. Ogni data avrà una struttura differente dall'altra e vengono intitolate The YOU EP Live, “ME” and “YOU” Live, Acoustic Request Show, The YOU Tour Finale. Il 22 gennaio 2021, la cantante rilascia la versione acustica del singolo Something To Believe In, mentre il 19 febbraio 2021 viene rilasciato il video musicale. Il 12 marzo viene rilasciato il remix in collaborazione con il DJ AFSHEEN. Il 16 aprile, invece, verrà rilasciato il remix del singolo Honest With You, con il cantante malaysiano Alextbh. Il 21 maggio viene rilasciato il remix di Can't Help Myself, con il featuring di Jean Deaux e prodotto da Poe Leos e lo stesso giorno viene annunciata la versione deluxe dell'EP, YOU. Il 24 settembre 2021, la cantante rilascia il singolo I Wanna Know What It's Like. Il 31 dicembre 2021, esce il singolo Dance With You, in collaborazione con il duo statunitense Grey, che fa parte della colonna sonora della rom-com targata Netflix, Il trattamento reale, in cui la Marano recita insieme a Mena Massoud.
Il 20 gennaio 2022, la cantante rilascia il singolo Worst Kind of Hurt, sia in versione solista, che in duetto con Wrabel; quest'ultima versione, inoltre, fa parte della colonna sonora della rom-com targata Netflix, Il trattamento reale, in cui la Marano recita insieme a Mena Massoud. Il video musicale, ovvero la performance live del brano, con la partecipazione di Wrabel, è stato reso disponibile l'11 febbraio 2022 sul canale YouTube della cantante. Il 1º marzo 2022, viene annunciata The Us Tour, la prima tournée della cantante che la vedrà esibirsi negli Stati Uniti durante l'estate dello stesso anno. Il 25 marzo 2022, viene rilasciato il video musicale del singolo Dance With You, mentre il 31 marzo esegue una performance del brano al The Kelly Clarkson Show. Il 20 maggio esce il singolo Breakup Song, singolo che anticipa l'EP Us, rilasciato l'8 luglio successivo. Nel mese di ottobre, la cantante annuncia il rilascio di This Time Last Year, primo singolo estratto dall'album di debutto della cantante, previsto per l'autunno 2023, seguito dal singolo Bad Time Good Time, rilasciato a dicembre. A febbraio 2023, viene rilasciato il singolo Arrow, con il relativo video musicale rilasciato a marzo. Nel mese di marzo viene annunciata la serie di concerti soprannominata A Good Time with Laura Marano, con cui la cantante si esibirà, nel mese di giugno, a Toronto e New York. Ad aprile, invece, viene rilasciato il singolo Boundaries, seguito a maggio dal singolo The Valley. Nel mese di settembre, la cantante rilascia il suo album di debutto, intitolato I may be an actress, but I can't fake how I feel.

## Filmografia

### Attrice

#### Cinema
- The Jacket, regia di John Maybury (2005)
- Suxbad - Tre menti sopra il pelo (Superbad), regia di Greg Mottola (2007)
- A Sort of Homecoming, regia di Maria Burton (2015)
- Alvin Superstar - Nessuno ci può fermare (Alvin and the Chipmunks: The Road Chip), regia di Walt Becker (2015)
- Lady Bird, regia di Greta Gerwig (2017)
- The Perfect Date, regia di Chris Nelson (2019)
- Saving Zoë - Alla ricerca della verità (Saving Zoë), regia di Jeffrey Hunt (2019)
- A Cinderella Story: Christmas Wish, regia di Michelle Johnston (2019)
- This Is The Year, regia di David Henrie (2020) - cameo
- Nonno questa volta è guerra (The War with Grandpa), regia di Tim Hill (2020)
- Il trattamento reale (The Royal Treatment), regia di Rick Jacobson (2022)
- Choose Love - Scegli l'amore (Choose Love), regia di Stuart McDonald (2023)

#### Televisione
- Senza traccia (Without a Trace) – serie TV, 8 episodi (2003-2006)
- Joan of Arcadia – serie TV, episodio 1x15 (2004)
- Medical Investigation – serie TV, episodio 1x13 (2005)
- Dexter – serie TV, episodi 1x04-1x09 (2006)
- Ghost Whisperer - Presenze (Ghost Whisperer) – serie TV, episodio 1x13 (2006)
- Huff – serie TV, episodio 2x12 (2006)
- Genitori in diretta (Back to You) - serie TV (2007-2008)
- Provaci ancora Gary (Gary Unmarried) – serie TV, episodi 1x01-1x02 (2008)
- Heroes – serie TV, episodio 3x23 (2009)
- Flash Forward (FlashForward) – serie TV, episodio 1x13 (2010)
- Childrens Hospital – serie TV, episodi 2x04-2x07 (2010)
- True Jackson, VP – serie TV, episodio 2x06 (2010)
- Austin & Ally – serie TV, 87 episodi (2011-2016)
- Jessie – serie TV, episodio 2x06 (2012)
- Liv e Maddie (Liv and Maddie) – serie TV, episodio 1x17 (2014)
- Girl Meets World – serie TV, episodio 2x18 (2015)
- Capelli ribelli (Bad Hair Day), regia di Eric Canuel – film TV (2015)
- Mamma e figlia: California Dream, regia di Stéphane Marelli – film TV (2016)
- The Kelly Clarkson Show – programma televisivo, episodio 03x124 (2022) – ospite musicale, performer[46][47]

### Doppiatrice
- Alla ricerca di Nemo (Finding Nemo), regia di Andrew Stanton (2003)
- L'era glaciale 2 - Il disgelo (Ice Age: The Meltdown), regia di Carlos Saldanha (2006)
- Ni Hao, Kai-Lan – serie animata, 7 episodi (2007-2010)
- Fish Hooks - Vita da pesci (Fish Hooks) – serie animata, episodio 3x14 (2014)
- Randy - Un ninja in classe (Randy Cunningham: 9th Grade Ninja) – serie animata, 4 episodi (2014-2015)
- Pickle and Peanut – serie animata, episodio 1x05 (2015)
- Miraculous - Le storie di Ladybug e Chat Noir (Miraculous: Tales of Ladybug & Cat Noir) – serie animata, episodio 2x16 (2018)
- Pandemica[48] – serie animata (2021)

## Doppiatrici italiane
Nelle versioni in italiano delle opere in cui ha recitato, Laura Marano è stata doppiata da:
- Letizia Ciampa in Austin & Ally, Capelli ribelli, Jessie, Girl Meets World, Alvin Superstar: Nessuno ci può fermare, Mamma e figlia: California Dream, A Cinderella Story: Christmas Wish
- Serena Sigismondo in The Perfect Date
- Sara Ferranti in Liv e Maddie
- Margherita De Risi in Nonno questa volta è guerra
- Valentina Pallavicino in Back to You
- Eva Padoan ne Il trattamento reale
- Tiziana Martello in True Jackson
- Martina Felli in Choose Love - Scegli l'amore

## Filantropia
Nell'agosto 2013, Marano è stata nominata ambasciatrice dell'UNICEF, che ha incoraggiato altri bambini a raccogliere fondi ad Halloween per aiutare i bambini di tutto il mondo. A proposito della campagna, Laura ha detto: "Sono così entusiasti di celebrare Halloween quest'anno, incoraggiando i bambini a sostenere il lavoro salvavita dell'UNICEF. Il Trick-or-Treat per la campagna UNICEF è un modo divertente e facile per i bambini a conoscere i problemi del mondo e ad aiutare altri bambini che sono meno fortunati".
Nel mese di agosto 2014, Marano è stata ambasciatrice della campagna Disney e Birds Eye. La campagna serve per aumentare la quantità di bambini che mangiano le verdure negli Stati Uniti.
Nel 2023, Marano ha collaborato con la benefit corporation Propeller e l'organizzazione non-profit Noise for now, con lo scopo di incentivare l'attivismo sociale in materia di protezione e sostegno alle persone transgender e diritti riproduttivi.

## Videoclip
- Words - Laura Marano (2010), regia di Waldman Entertainment
- Heard It On The Radio - Austin & Ally (2012), regia di Matt Stawski
- Somebody To You - The Vamps (2014), regia di Emil Nava
- Boombox - Laura Marano (2016), regia di Cole Walliser
- Freya Vs. Ravenna - Princess Rap Battle (2016), regia di Whitney Avalon
- Miraculous Ladybug - Laura Marano (2016), regia di Cole Walliser
- Me - Laura Marano (2018), regia di Cole Wallisier
- Let Me Cry - Laura Marano (2019), regia di Noah Kentis
- Not Like Me - Laura Marano (2019), regia di Noah Kentis
- Lie To Me - Laura Marano (2019), regia di Cole Walliser
- F.E.O.U. - Laura Marano (2019), regia di Izak Rappaport
- Me and the Mistletoe - Laura Marano ft. Kurt Hugo Schneider (2019), regia di Paul Khoury e Wesley Quinn
- Can't Hold On Forever (Live at Home Performance) - Laura Marano (2020), regia di Laura Marano e Housecat Sessions
- Something To Believe In - Laura Marano (2021), regia di Izak Rappaport
- Honest With You (Remix) - Laura Marano ft. Alextbh (2021), regia di Cole Walliser
- Worst Kind of Hurt (Live Video) - Laura Marano & Wrabel (2022), regia di Betawave Media Group
- Dance With You - Laura Marano & Grey (2022), regia di Cole Walliser
- Arrow - Laura Marano (2023), regia di Robert Marrero
- Boundaries - Laura Marano (2023), regia di Robert Marrero
- The Valley - Laura Marano (2023), regia di Robert Marrero
- Someday - Laura Marano (2023), regia di Vanessa Marano

## Discografia

### Album in studio
- 2023 - I may be an actress, but I can't fake how I feel

### Extended play
- 2019 - Me
- 2020 - You
- 2022 - Us

### Colonne sonore
- 2013 - Turn it Up
- 2014 - Disney Channel: Play It Loud
- 2015 - Austin & Ally: Take It from the Top [52]
- 2019 - A Cinderella Story: Christmas Wish (Original Soundtrack)

### Singoli
- 2016 - Boombox
- 2016 - La La[53]
- 2018 - Me
- 2019 - Let Me Cry
- 2019 - F.E.O.U.
- 2019 - A Little Closer
- 2019 - Everybody Loves Christmas (From: A Cinderella Story: Christmas Wish)
- 2019 - Me and the Mistletoe ft. Kurt Hugo Schneider
- 2020 - When You Wake Up
- 2020 - Can't Hold On Forever
- 2020 - Honest With You
- 2020 - Can't Help Myself
- 2021 - I Wanna Know What It's Like
- 2021 - Dance With You (with Grey)
- 2022 - Worst Kind of Hurt (with Wrabel)
- 2022 - Breakup Song
- 2022 - This Time Last Year
- 2022 - Bad Time Good Time
- 2023 - Arrow
- 2023 - Boundaries
- 2023 - The Valley
- 2023 – Brand New Heart

### Singoli promozionali
- 2010 - Words
- 2013 - I Love Christmas ft. Ross Lynch
- 2015 - For The Ride
- 2016 - Miraculous Ladybug
- 2018 - Me (Acoustic)
- 2019 - Not Like Me
- 2019 - Lie To Me
- 2020 - When You Wake Up ft. Mark Diamond
- 2020 - Can't Hold On Forever ft. PLTO
- 2021 - Something to Believe In (Stripped Down)
- 2021 - Something to Believe In (AFSHEEN Remix)
- 2021 - Honest With You (Remix) (With Alextbh)
- 2021 - Can't Help Myself (Poe Leos Remix) (With Jean Deaux)
- 2023 - The Valley (with Ellee Duke)

### Altre canzoni
- 2010 - Poop Song[54] ft. Sarah Silverman
- 2012 - Shine
- 2012 - The Butterfly Song ft. Ross Lynch
- 2013 - The Ally Way
- 2013 - Me And You
- 2013 - Parachute
- 2013 - Redial
- 2013 - Finally Me
- 2014 - The Me That You Don't See
- 2014 - Lost His Voice Song ft. Ross Lynch, Raini Rodriguez, Calum Worthy
- 2014 - You Can Come to Me ft. Ross Lynch
- 2014 - Don't Look Down ft. Ross Lynch
- 2014 - Austin & Ally Glee Club Mash Up ft. Ross Lynch, Raini Rodriguez, Calum Worthy
- 2014 - Look Out ft. Ross Lynch
- 2015 - Can't Do It Without You ft. Ross Lynch
- 2015 - Play My Song
- 2015 - Dance Like Nobody's Watching
- 2015 - No Place Like Home
- 2018 - Weekend, BoTalks ft. Laura Marano

## Tour
- 2020 - The You Tour (live streaming)
- 2022 - The Us Tour
- 2023 - A Good Time with Laura Marano

## Riconoscimenti
| Anno | Premio                            | Categoria                                         | Film/Serie TV               | Risultato |
| ---- | --------------------------------- | ------------------------------------------------- | --------------------------- | --------- |
| 2014 | Teen Choice Awardss               | Scelta attrice televisiva: commedia               | Austin e Ally               | Nominata  |
| 2015 | Kids Choice Awards                | Attrice TV preferita                              | Austin e Ally               | Vinto     |
| 2015 | Premi Remi                        | Attrice in aumento                                | Una sorta di ritorno a casa | Vinto     |
| 2015 | Teen Choice Awards                | Choice Summer TV Star: femminile                  | Austin e Ally               | Nominata  |
| 2015 | Teen Choice Awards                | Choice TV: Chemistry (con Ross Lynch)             | Austin e Ally               | Nominata  |
| 2016 | Kids Choice Awards                | Stella TV preferita                               | Austin e Ally               | Nominata  |
| 2016 | Teen Choice Awards                | Scelta attrice televisiva: commedia               | Austin e Ally               | Nominata  |
| 2016 | Streamy                           | Canzone originale                                 | Boombox                     | Nominata  |
| 2017 | Detroit Film Critics Society      | Miglior Ensemble                                  | Il cast di Lady Bird        | Nominata  |
| 2017 | San Diego Film Critics Society    | Miglior cast                                      | Il cast di Lady Bird        | Nominata  |
| 2017 | Seattle Film Critics Society      | Miglior Ensemble                                  | Il cast di Lady Bird        | Nominata  |
| 2017 | Cerchia dei critici della Florida | Miglior cast                                      | Il cast di Lady Bird        | Nominata  |
| 2017 | Online Film Critics Society       | Miglior Ensemble                                  | Il cast di Lady Bird        | Nominata  |
| 2018 | Critica Choice Movie Awards       | Miglior ensemble di recitazione                   | Il cast di Lady Bird        | Nominata  |
| 2018 | Georgia Film Critics Association  | Miglior Ensemble                                  | Il cast di Lady Bird        | Nominata  |
| 2019 | Teen Choice Awards                | Scelta attrice film: commedia                     | The Perfect Date            | Vinto     |
| 2019 | Teen Choice Awards                | Scelta ship/coppia di un film (con Noah Centineo) | The Perfect Date            | Nominata  |